# Астрюк, Закари
Закари́ Астрю́к (фр. Zacharie Astruc; 8 февраля 1835, Анже — 25 мая 1907, Париж) — французский художник, журналист, скульптор, композитор и поэт.

## Биография
Вначале работал журналистом и художественным критиком в журналах Echo du Nord («Эхо Севера») и Pays («Родина»). Затем основал в Лилле журнал Mascarille («Маскариль»), а в 1872 году в Мадриде — французский журнал L’Espagne nouveau («Новая Испания»). Был также издателем художественной литературы.
Всесторонне одарённый, З. Астрюк являлся заметной фигурой в парижской культурной жизни 2-й половины XIX столетия. Он был другом художника Анри Фантен-Латура, через которого познакомился и подружился с Эдуардом Мане. Астрюк был одним из первых и наиболее последовательных поклонников творчества Мане, и созданию знаковой картины «Олимпия» посвятил своё стихотворение.
З. Астрюк был неоднократно запечатлён на картинах Э. Мане и Фантен-Латура, Мане написал также его портрет. Портрет З. Астрюка создал и художник Фредерик Базиль. Астрюк также был дружен с художником Каролюс-Дюраном.

## Творчество
Особое влияние на Астрюка оказали японское искусство и испанская живопись, что проявилось в его полотнах. В 1874 году художник принял участие в первой выставке импрессионистов. Позднее большее предпочтение отдавал скульптуре. «Продавец масок», выставленный в парижском Люксембургском саду, является одной из самых известных работ З. Астрюка.

### Галерея

Некоторые работы
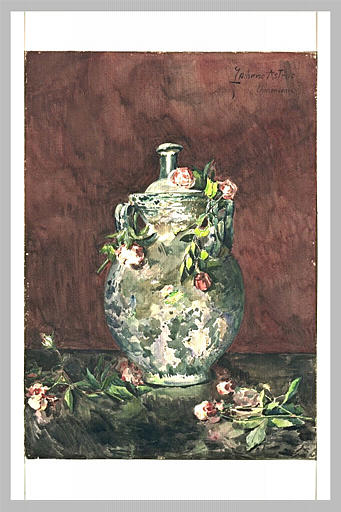
Увядшие розы в вазе
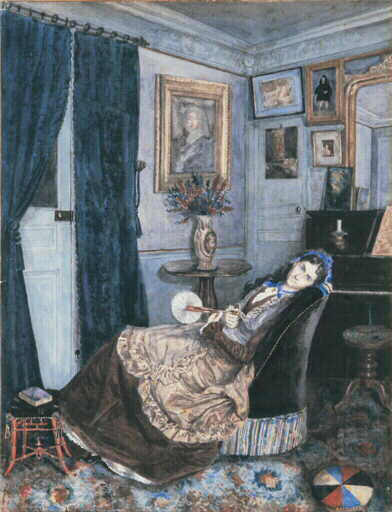
Парижские интерьеры
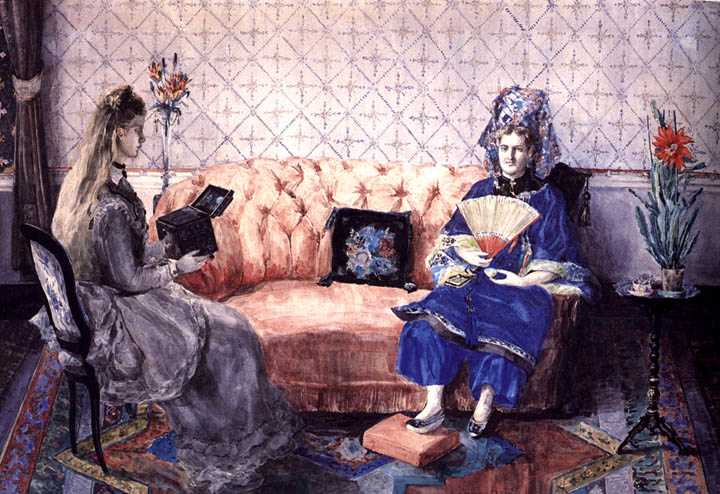
Подарки Китая
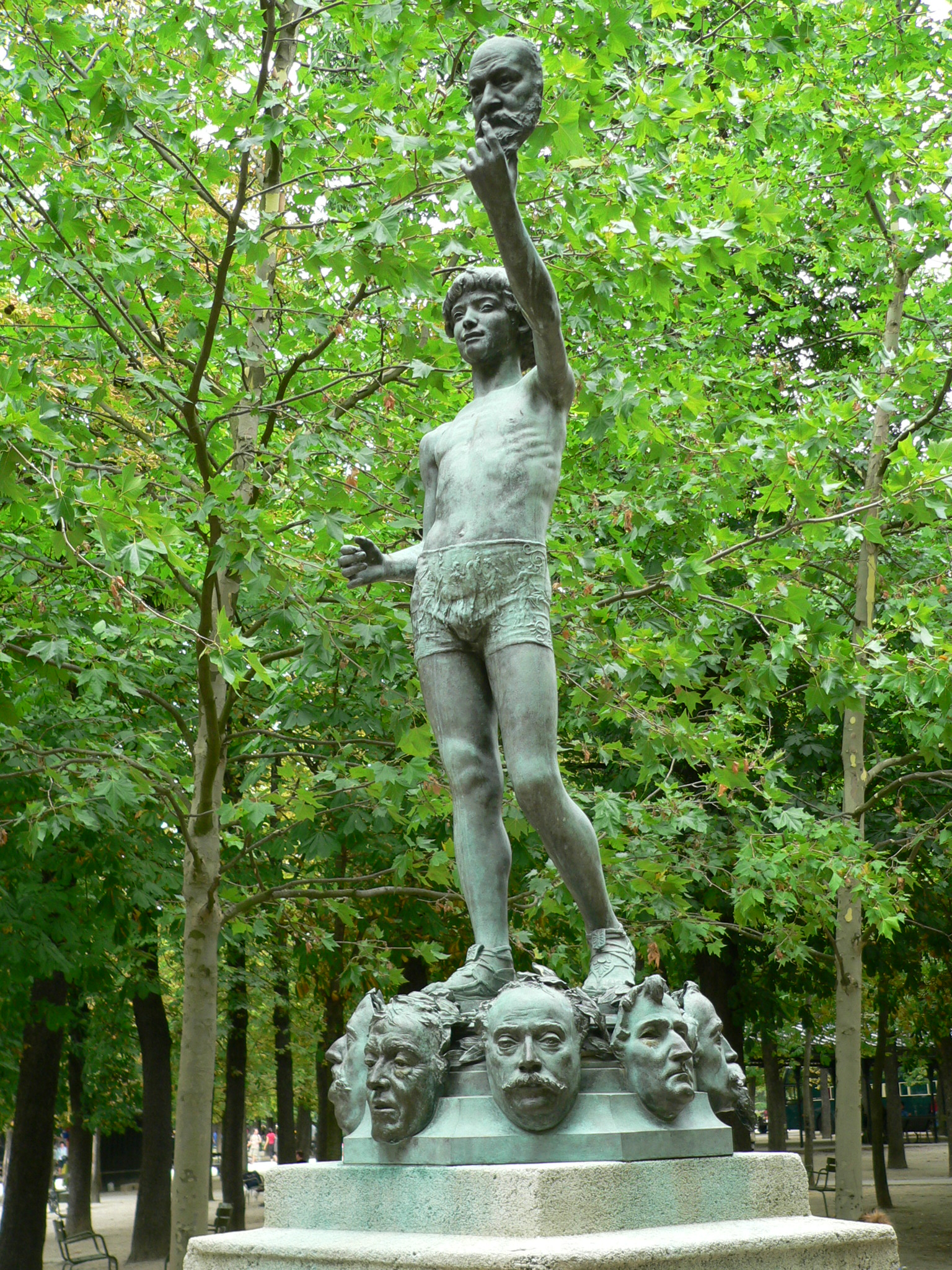
Торговец масками Люксембургский сад